# Benvenuto Vergani
Benvenuto Vergani (Bergamo, 23 maggio 1946) è un ex calciatore italiano, di ruolo terzino.

## Carriera
Ha legato il suo nome all'Arezzo con cui ha disputato dal 1969 al 1975 sei campionati di Serie B, per complessive 212 presenze, senza mai andare a segno.